# Polvos medicinales
En medicina, se conocen como polvos medicinales aquellos que se obtienen por división sucesiva de productos sólidos y secos hasta conseguir partículas homogéneas de tamaño variable. Tras su fabricación, son pasados por tamices que oscilan entre los 0.1 mm de apertura del enrejado (polvos muy finos) hasta 1 mm. (polvos gruesos). Son una forma galénica ideada para la aplicación tópica de los principios activos.
Aplicados sobre la piel forman una capa finísima de propiedades refrescantes, vasoconstrictoras, antiinflamatorias y antipruriginosas. También protegen del roce entre superficies (pliegues) y ejercen protección mecánica. Los más famosos son los polvos de talco, que en dermatología se pueden asociar a otras sustancias como el óxido de zinc. También se cuenta con polvos de origen vegetal (almidón, licopodio), y en la industria cosmética se han utilizado ampliamente añadiendo pigmentos inocuos, del tipo de la eosina, bentonita, óxido de hierro o ictiol para pieles oscuras. Tradicionalmente los pigmentos a partir de cinabrio se han considerado inocuos, pero el elevado contenido de mercurio del cinabrio ha provocado su abandono (véase envenenamiento por mercurio). 
Aunque se pueden fabricar polvos directamente con las propias sustancias activas, no es esto lo más recomendable, siendo mejor su incorporación a los polvos inertes citados anteriormente. Así, se pueden añadir sustancias del tipo de las sulfamidas, fungicidas (ciclopirox olamina, miconazol), anhidróticos (cloruro de aluminio), etc. 
Como inconveniente importante tienen el que no se deben utilizar ante presencia de secreciones, pues la mezcla con el exudado o el pus forma una especie de cemento que favorece la infección, es irritante y dificulta la cicatrización. Es especialmente desaconsejable la extendida utilización de polvos asociados a productos antipruriginosos en la varicela, donde pueden dejar cicatrices más intensas de lo habitual o la utilización de polvos de boro y ácido salicílico, muy extendidos por parte de la industria farmacéutica y de efectos no demostrados.